# Hypochthonius montanus
Hypochthonius montanus är en kvalsterart som beskrevs av K. Fujikawa 2003. Hypochthonius montanus ingår i släktet Hypochthonius och familjen Hypochthoniidae. Inga underarter finns listade i Catalogue of Life.